# Iker Hernández
Iker Hernández Ezquerro (Urnieta, 8 aprile 1994) è un calciatore spagnolo, attaccante del Palencia.

## Carriera

### Club
Cresciuto nel settore giovanile della Real Sociedad, ha debuttato in prima squadra il 17 dicembre 2014, in occasione dell'incontro di Coppa del Re vinto 2-0 contro il Real Oviedo. Tre giorni dopo ha esordito anche in Primera División, disputando l'incontro pareggiato 1-1 contro il Levante.

### Nazionale
Ha rappresentato le nazionali giovanili spagnole.

## Statistiche

### Presenze e reti nei club
Statistiche aggiornate al 18 gennaio 2023.
| Stagione               | Squadra                | Campionato             | Campionato | Campionato | Coppe nazionali | Coppe nazionali | Coppe nazionali | Coppe continentali | Coppe continentali | Coppe continentali | Altre coppe | Altre coppe | Altre coppe | Totale | Totale |
| Stagione               | Squadra                | Comp                   | Pres       | Reti       | Comp            | Pres            | Reti            | Comp               | Pres               | Reti               | Comp        | Pres        | Reti        | Pres   | Reti   |
| ---------------------- | ---------------------- | ---------------------- | ---------- | ---------- | --------------- | --------------- | --------------- | ------------------ | ------------------ | ------------------ | ----------- | ----------- | ----------- | ------ | ------ |
| 2011-2012              | Real Sociedad B        | SDB                    | 5          | 0          |                 | -               | -               |                    | -                  | -                  |             | -           | -           | 5      | 0      |
| 2012-2013              | Real Sociedad B        | SDB                    | 32         | 5          |                 | -               | -               |                    | -                  | -                  |             | -           | -           | 32     | 5      |
| 2013-2014              | Real Sociedad B        | SDB                    | 34         | 11         |                 | -               | -               |                    | -                  | -                  |             | -           | -           | 34     | 11     |
| 2014-2015              | Real Sociedad B        | SDB                    | 36         | 9          |                 | -               | -               |                    | -                  | -                  |             | -           | -           | 36     | 9      |
| Totale Real Sociedad B | Totale Real Sociedad B | Totale Real Sociedad B | 107        | 25         |                 | -               | -               |                    | -                  | -                  |             | -           | -           | 107    | 25     |
| 2014-2015              | Real Sociedad          | PD                     | 1          | 0          | CR              | 1               | 0               | UEL                | 0                  | 0                  |             | -           | -           | 2      | 0      |
| 2015-2016              | Barakaldo              | SDB                    | 33+2       | 5+0        | CR              | 4               | 0               |                    | -                  | -                  |             | -           | -           | 39     | 5      |
| 2016-2017              | Bilbao Athletic        | SDB                    | 15         | 0          |                 | -               | -               |                    | -                  | -                  |             | -           | -           | 15     | 0      |
| 2017-2018              | Burgos                 | SDB                    | 37         | 5          |                 | -               | -               |                    | -                  | -                  |             | -           | -           | 37     | 5      |
| ago. 2018              | Burgos                 | SDB                    | 1          | 0          |                 | -               | -               |                    | -                  | -                  |             | -           | -           | 1      | 0      |
| Totale Burgos          | Totale Burgos          | Totale Burgos          | 38         | 5          |                 | -               | -               |                    | -                  | -                  |             | -           | -           | 38     | 5      |
| ago. 2018-gen. 2019    | Den Bosch              | 1D                     | 4          | 0          | CO              | 1               | 0               |                    | -                  | -                  |             | -           | -           | 5      | 0      |
| 2019                   | San José               | PD                     | 39         | 9          |                 | -               | -               | CL                 | 5                  | 0                  |             | -           | -           | 44     | 9      |
| 2020                   | Royal Pari             | PD                     | 25         | 6          |                 | -               | -               |                    | -                  | -                  |             | -           | -           | 25     | 6      |
| gen.-giu. 2021         | Melilla                | SDB                    | 8+7        | 1+3        |                 | -               | -               |                    | -                  | -                  |             | -           | -           | 15     | 4      |
| 2021-2022              | Melilla                | SDR                    | 33         | 6          |                 | -               | -               |                    | -                  | -                  |             | -           | -           | 33     | 6      |
| Totale Melilla         | Totale Melilla         | Totale Melilla         | 40+8       | 7+3        |                 | -               | -               |                    | -                  | -                  |             | -           | -           | 48     | 10     |
| lug.-dic. 2022         | Santiago Wanderers     | 1B                     | 10         | 1          | CC              | -               | -               |                    | -                  | -                  |             | -           | -           | 10     | 1      |
| Totale carriera        | Totale carriera        | Totale carriera        | 321        | 61         |                 | 6               | 0               |                    | 5                  | 0                  |             | -           | -           | 332    | 61     |